# Chalcoscirtus carbonarius
Chalcoscirtus carbonarius är en spindelart som beskrevs av James Henry Emerton 1917. Chalcoscirtus carbonarius ingår i släktet Chalcoscirtus och familjen hoppspindlar. Inga underarter finns listade i Catalogue of Life.